# HMS Atlas (1782)
HMS Atlas (1782) — 98-пушечный британский линейный корабль 2 ранга. Первый корабль Королевского флота, названный Atlas. Заказан 5 августа 1777 года, спущен на воду 13 февраля 1782 года в Чатеме. Достроен 30 марта 1782 года Николасом Филипсом. В отличие от более ранних кораблей 2 ранга, сразу вооружался как 98-пушечный.

## Служба

### Американская война за независимость
Вступил в строй в феврале 1782 года, капитан Джордж Вандепут (англ. George Vandeput). Приписан к флоту лорда Хау. Вышел с ним из Спитхеда 11 сентября, участвовал в снятии осады с Гибралтара (прибыл в около 11 октября). 20 октября был у мыса Спартель.
1783 — капитан Джон Эльфинстон; выведен в резерв в марте; подготовлен в отстой в апреле.
С сентября 1784 по февраль 1785 года минимальный ремонт в Плимуте.
1787 — ненадолго введен в строй в октябре, капитан Уильями Свини (англ. William Swiney), снова в резерв.

### Революционные войны
1795 — повторно введен в строй в марте, капитан Эдмунд Дод (англ. Edmund Dod), назначен в Канал.
1796 — в рождественский день (25 декабря), при штормовом ветре, эскадра лорда Бридпорта пыталась спешно покинуть Спитхед для погони за французами. Несколько кораблей столкнулись из-за ошибок управления, а Atlas выскочил на мель.
1797 — март, капитан Мэтью Сквайр (англ. Mattew Squire).
1798 — во второй половине дня 11 декабря на рейде Спитхед его катер с врачом и ещё 17 людьми, при повороте черпнул бортом воду, поблизости от фрегата HMS Niger. Капитан Niger Мэтью Скотт (англ. Matthew Scott) прыгнул за борт и спас троих, остальных спасли шлюпки. Врач утонул.
1799 — январь, капитан Шулдам Пирд (англ. Shuldham Peard); апрель, капитан Теофилус Джонс (англ. Theophilus Jones), Торбей.
1800 — 1 января прибыл в Плимут-Саунд потеряв руль. В 10 часов утра 7 января, лавируя вверх по Хамоаз, пропустил момент поворота, обстенив паруса, сел на мель у юго-восточного края острова Сент-Николас (современный остров Дрейка) и прочно застрял на камнях. Из опасения, что он может сломать киль, были срублены мачты. К счастью, рядом был капитан Ньюмен (англ. Newman) с HMS Loire (48) и, завезя три якоря вперед, его первый лейтенант, мистер Рейнер (англ. Rayner) подал буксир на Atlas; в два часа тот был отбуксирован на глубокую воду. Во второй половине дня 9 января гребными судами флота и верфи Atlas был отбуксирован в реку. Встал в док на ремонт днища 16 января, после того как были сняты пушки, порох и припасы. Отремонтировавшись, 3 мая перешел в Коусэнд-бей.
Вышел на соединение с Флотом Канала 14 мая и вернулся 18-го с HMS Mars, испытав на себе всю силу шторма, который выдержал в дрейфе возле Бреста, под штормовыми стакселями. Когда ветер внезапно переменился с SW на NW, несколько кораблей положило на борт и высокой волной залило палубы. Atlas потерял грот-стеньгу. Остальные направились в Торбей, оставив HMS Warrior, HMS Elephant, HMS Railleur, Trompeuse и Lady Jane штормовать в море.
Atlas вышел на соединение с флотом 30 мая, вернулся 17 августа и был у Бреста 30-го. В конце октября провел 10 дней в Плимуте.
1801 — 23 сентября Atlas доставил флоту бычков на говядину; 11 ноября вместе с HMS Windsor Castle, HMS Glory, HMS Namur, HMS Princess Royal и HMS Formidable был выделен в крейсерство в бухте Бантри. К ним присоединились ещё корабли, а когда адмирал Митчелл (англ. Mitchell) сделал сигнал разоружить и снять паруса, все ожидали зимовки в Бирхейвен. В одном письме с борта Namur говорится, что откормленная овца стоила 8 шиллингов, гусь 1 шиллинг, а яйца два пенса за дюжину.

### Наполеоновские войны
С ноября 1802 по май 1805 года прошел ремонт в Чатеме «между малым и средним» и был срезан до 74-пушечного корабля 3 ранга.
1804 — март, повторно введен в строй, капитан Уильям Джонстон Хоуп (англ. William Johnstone Hope), по-прежнему в Канале. Использовался в блокаде Текселя, но через три месяца здоровье вынудило капитана Хоупа сложить с себя командование.
1805 — капитан Уильям Браун (англ. William Browne); затем капитан Самуэль Пим (англ. Samuel Pym), Галифакс. В декабре 1805 года сэр Джон Дакворт, с блокадной эскадрой из-под Кадиса отправился через Атлантику в погоне за французской эскадрой из Бреста. На о. Барбадос к нему присоединился контр-адмирал Кокрейн с Northumberland и Atlas.
1806 — 6 февраля был при Сан-Доминго. Atlas подошел примерно через час после начала боя, и сделал два залпа по Imperial, но когда он пытался занять позицию для продольного залпа, его румпель был заклинен выстрелом с Diomede, отчего он столкнулся с HMS Canopus и снес себе бушприт. После этого он, при поддержке HMS Spencer, вступил в бой с Diomede. В результате боя были взяты пять линейных кораблей французов, только фрегатам удалось уйти. Потери Atlas были 7 матросов убитыми и 6 ранеными. Был также убит 1 морской пехотинец, а мастер Уильям Моубрей (англ. William Mowbray) и боцман Стивен Спарго (англ. Stephen Spargo), были ранены.
Atlas был повторно введен в строй в марте, капитан Самуэль Пим (англ. Samuel Pym); 3 ноября ушел в Средиземное море.
1807 — ноябрь, капитан Джеймс Сандерс (англ. James Sanders), действовал у берегов Испании.
1808 — апрель, флагман контр-адмирала Джона Первиса (англ. John Child Purvis). Atlas почти ежедневно испытывал огонь французских батарей; его потери, включая людей, отряженных на канонерские лодки, составили по меньшей мере 50 убитых и раненых. Капитан Сандерс обследовал место для канала для канонерок внутри форта Пунталес, он же командовал уничтожением форта Каталина.
Когда обнаружилось, что Atlas имеет большие дефекты корпуса, он взял на борт большую сумму от кадисской хунты и доставил её в Англию.
1810 — декабрь, выведен в резерв в Плимуте, рассчитан и поставлен в отстой.
С декабря 1813 по январь 1814 года переделан во временную плавучую тюрьму в Портсмуте. С октября 1814 по январь 1815 года в пороховой магазин там же.
В мае 1821 года отправлен на слом в Портсмуте.